# Daniel Abibi
Daniel Abibi (né en 1942) est un homme politique, mathématicien et diplomate congolais. Au cours des années 1980, il sert dans le gouvernement du Congo-Brazzaville en tant que ministre de l'Information et ministre de l'Enseignement secondaire et supérieur. Plus tard, dans les années 1990, il est Représentant permanent du Congo-Brazzaville auprès des Nations unies.

## Vie et carrière
Abibi est né en 1942. Il obtient son doctorat en mathématiques en 1970 à l'université de Grenoble en France. Il est parmi les premiers Centrafricains à obtenir un doctorat en mathématiques. Abibi est l'un des militants politiques du nord formés en France qui ont assuré le soutien de Marien Ngouabi au sein de l'Association des étudiants congolais (AEC) en 1972. Le rapprochement entre l'AEC et le régime est cependant farouchement rejeté par les cadres du Parti congolais du travail (PCT). Les cadres du PCT kidnappent Abibi, obligeant Ngouabi à ordonner sa libération. 
Politiquement, Abibi épouse une ligne idéologique marxiste fortement influencée par le nationalisme africain radical. Il est recteur de l'université Marien-Ngouabi. Devenu confident de Denis Sassou-Nguesso et épousant une ligne idéologique proche de Sassou, Abibi est nommé ministre de l'Information, des Postes et Télécommunications en 1983, en remplacement du capitaine Florent Ntsiba,. En 1984, Abibi est inclus dans le Comité central du PCT. Il est chargé des relations internationales du parti. Toujours en 1984, il est muté de son poste de ministre de l'Information à celui de ministre de l'Enseignement secondaire et supérieur. Il perd son siège ministériel lors d'un remaniement en décembre 1986.
Abibi préside le Comité congolais anti-apartheid et, en 1989, il est nommé président du Comité africain anti-apartheid. Également en 1989, il est inclus dans le Politburo du PCT et chargé de la responsabilité de l'éducation, de l'idéologie et de la formation politique et civique.
Dans les années 1990, il rejoint l'Union panafricaine pour la démocratie sociale de Pascal Lissouba. Il est également représentant permanent du Congo auprès des Nations unies au cours de cette décennie,.
Après la guerre civile de juin à octobre 1997, au cours de laquelle Lissouba est renversé et Sassou Nguesso revient au pouvoir, Abibi reste absent de la politique congolaise pendant des années. Mais il rejoint finalement le parti de Sassou Nguesso, le PCT. En octobre 2011, il est élu au Sénat du Congo-Brazzaville comme candidat du PCT dans le département de la Sangha,. Lors de l'élection sénatoriale indirecte, il obtient 61 voix des électeurs de Sangha, soit 87,14 % du total ; cela place Abibi dans une égalité à trois pour la première place et lui assure l'un des six sièges disponibles pour Sangha. 